# Musée national des Instruments de musique de Rome
Pour les articles homonymes, voir Musée national.
Le musée national des Instruments de musique de Rome (en italien Museo Nazionale degli Strumenti Musicali di Roma) est un musée de Rome, créé en 1964, qui rassemble une collection exceptionnelle d'instruments de musique, depuis l'Antiquité jusqu'à nos jours.

## Localisation
Le musée national des Instruments de musique est situé dans le centre de Rome, sur la Piazza di Santa Croce in Gerusalemme, à gauche de la basilique, dans un bâtiment qui faisait partie de l'ancienne caserne « Prince de Piémont. »

## Collections
La collection du musée comprend près de 3 000 pièces, dont seulement le tiers sont exposées. Ces pièces proviennent ont diverses origines mais sont principalement le résultat du don de la collection d'Evan Gorga qui rassemblent des instruments de musique les plus divers depuis la époque hellénistique jusqu'à nos jours. Un certain nombre d'instruments antiques proviennent des fouilles archéologiques réalisées en Étrurie méridionale. Il y a également des instruments « exotiques », provenant notamment d'Extrême-Orient.
Le musée est divisé en seize salles, organisées de manière thématique. Une première salle est consacrée à l'archéologie. On y trouve des instruments antiques, parmi lesquels des instruments de percussion en bronze égyptiens, grecs et romains (crotales, castagnettes, cloches, clochettes, hochets). Une seconde salle présente des instruments « exotiques » en provenance de Chine, du Japon, du Laos, de l'Inde, de l'Arabie, de Turquie, de Perse, des Amériques, d'Afrique et d'Océanie. Une autre salle est consacrée à la musique populaire de l'Europe.

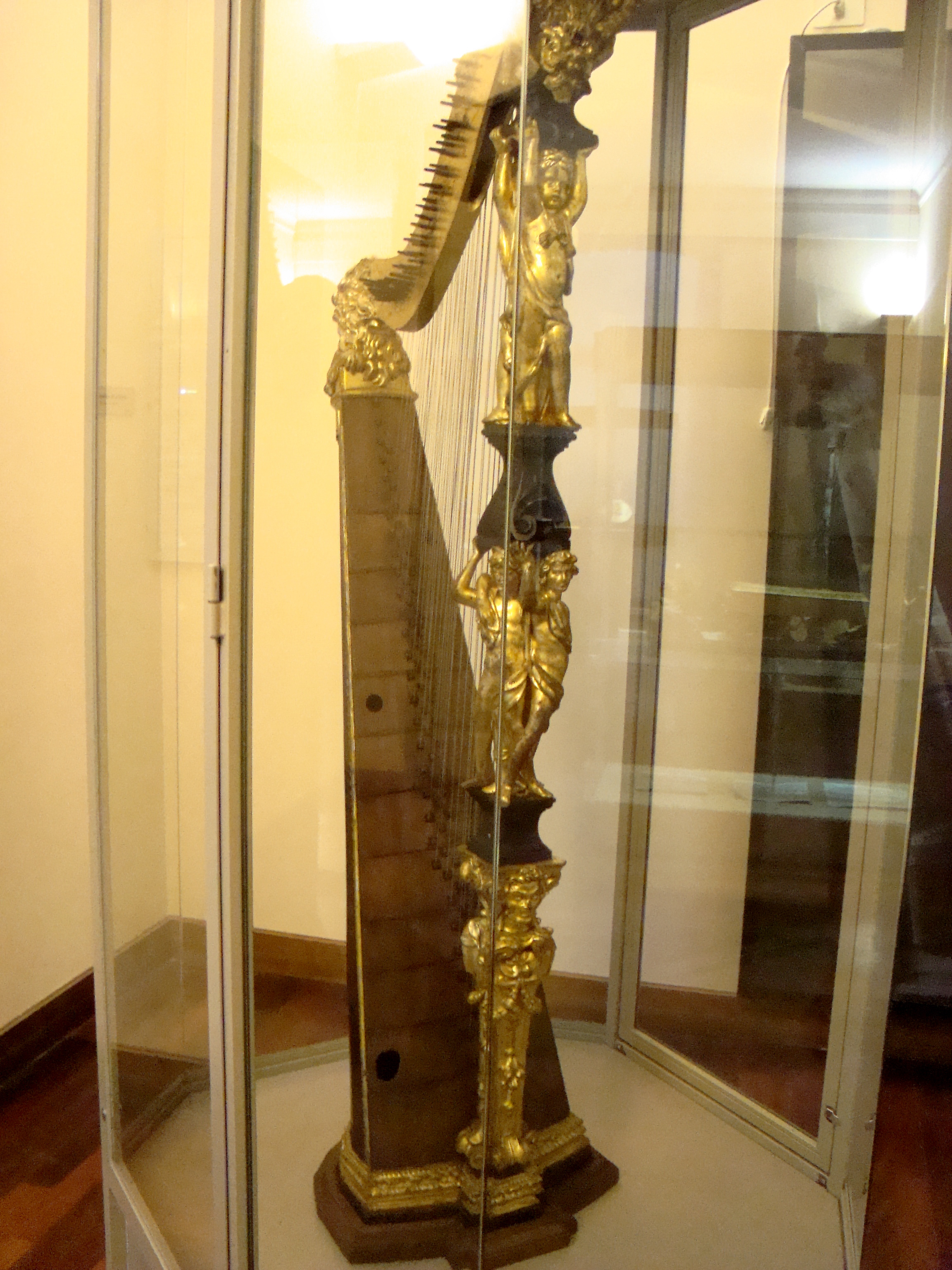
La harpe « Barberini ».
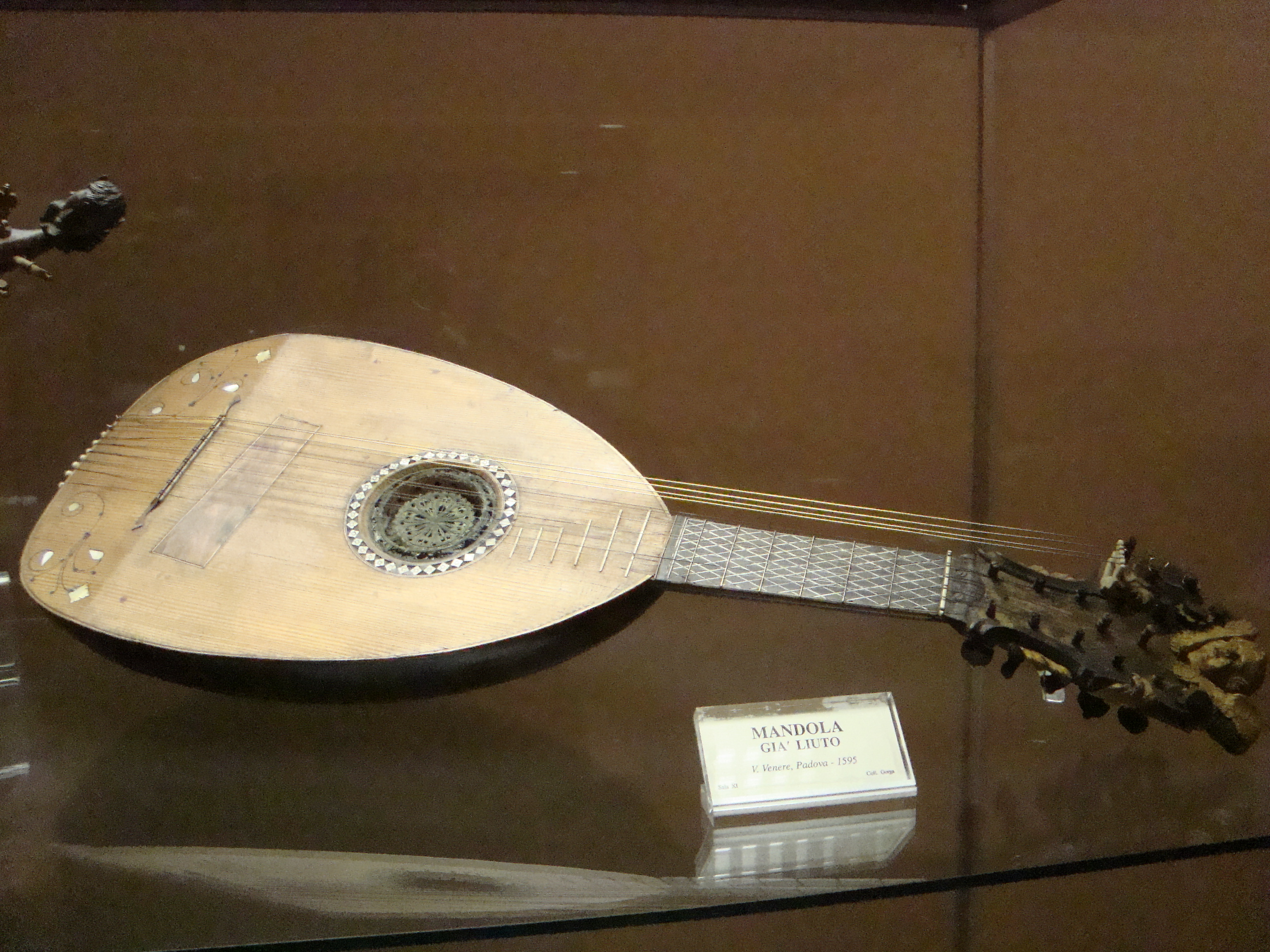
Mandoline-Laouto de 1595, Padoue.
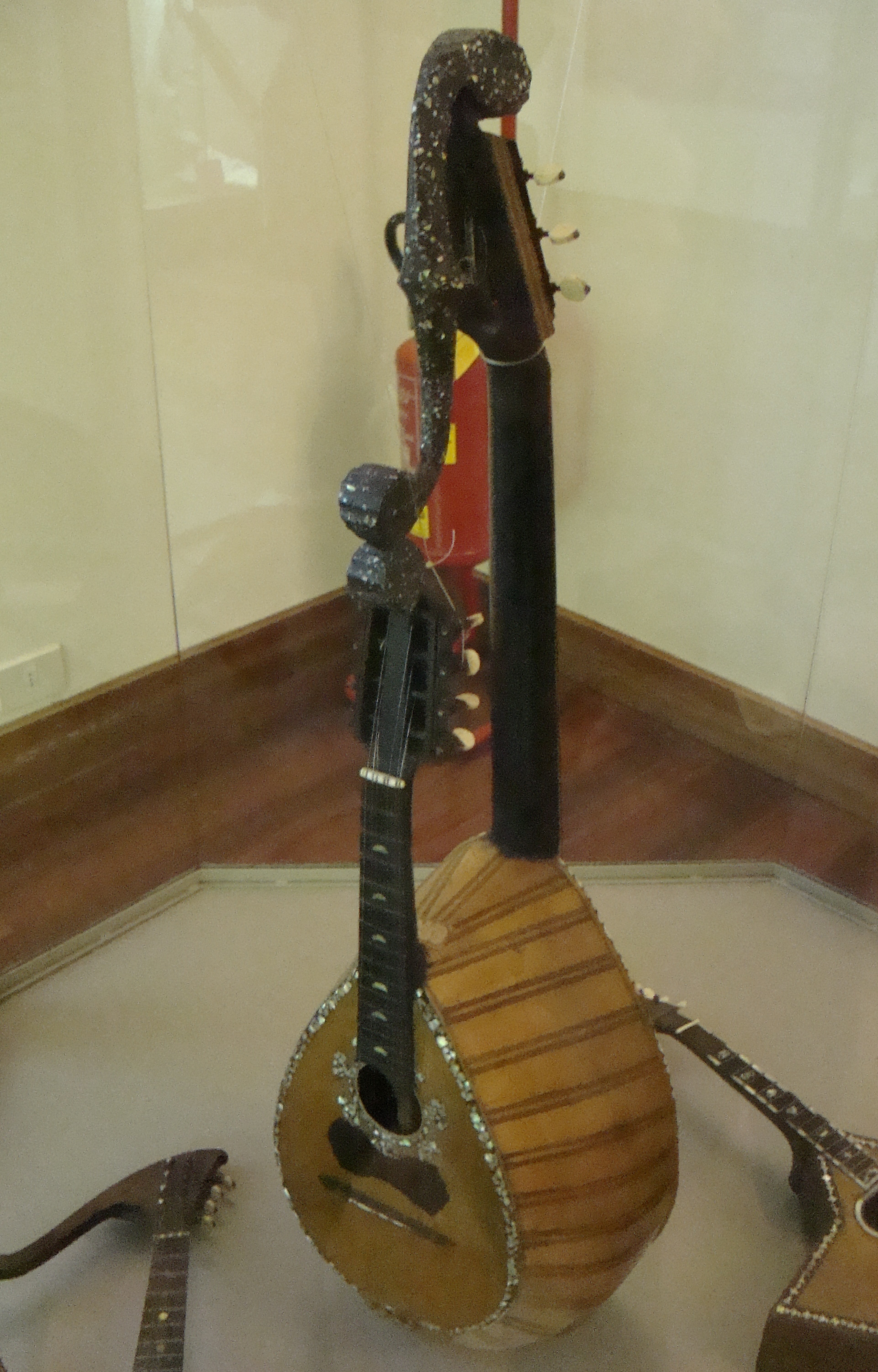
Guitare-mandoline double, XIXe siècle, région napolitaine.

Pour l'Italie, le musée présente un certain nombre d'instruments typiques de la tradition italienne, comme la launeddas ou konsertu, un instrument à vent que l'on trouve en Sardaigne. C'est une clarinette polyphonique en roseau à triple tuyaux et à anche simple. Il y a également une section consacrée à la chanson napolitaine, dans laquelle est présentée une collection ancienne de mandolines et de tambourins.
Le musée possède la collection du ténor italien Evan Gorga et des instruments ayant appartenu à Benedetto Marcello.

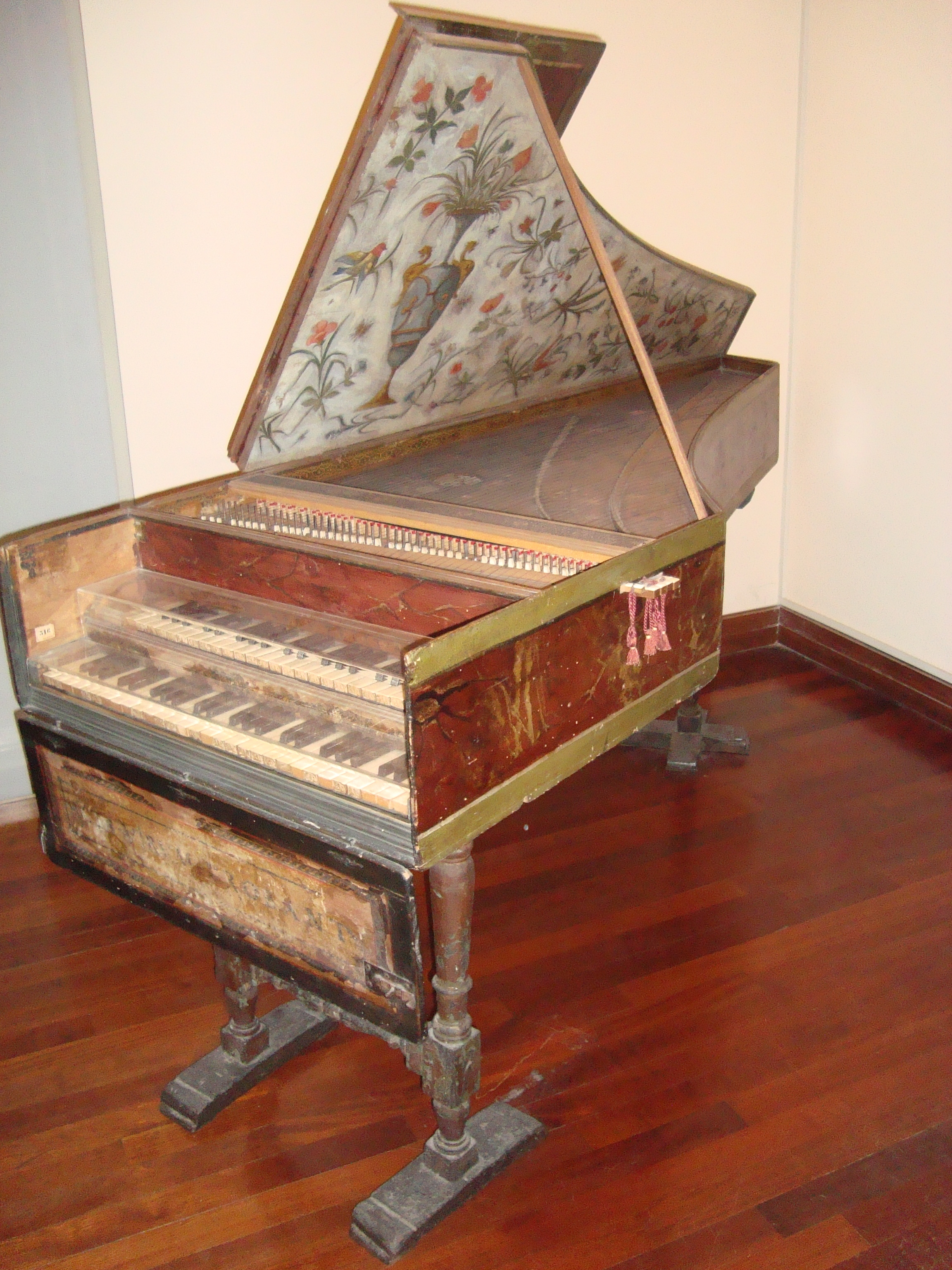
Clavecin Ruckers de 1637.
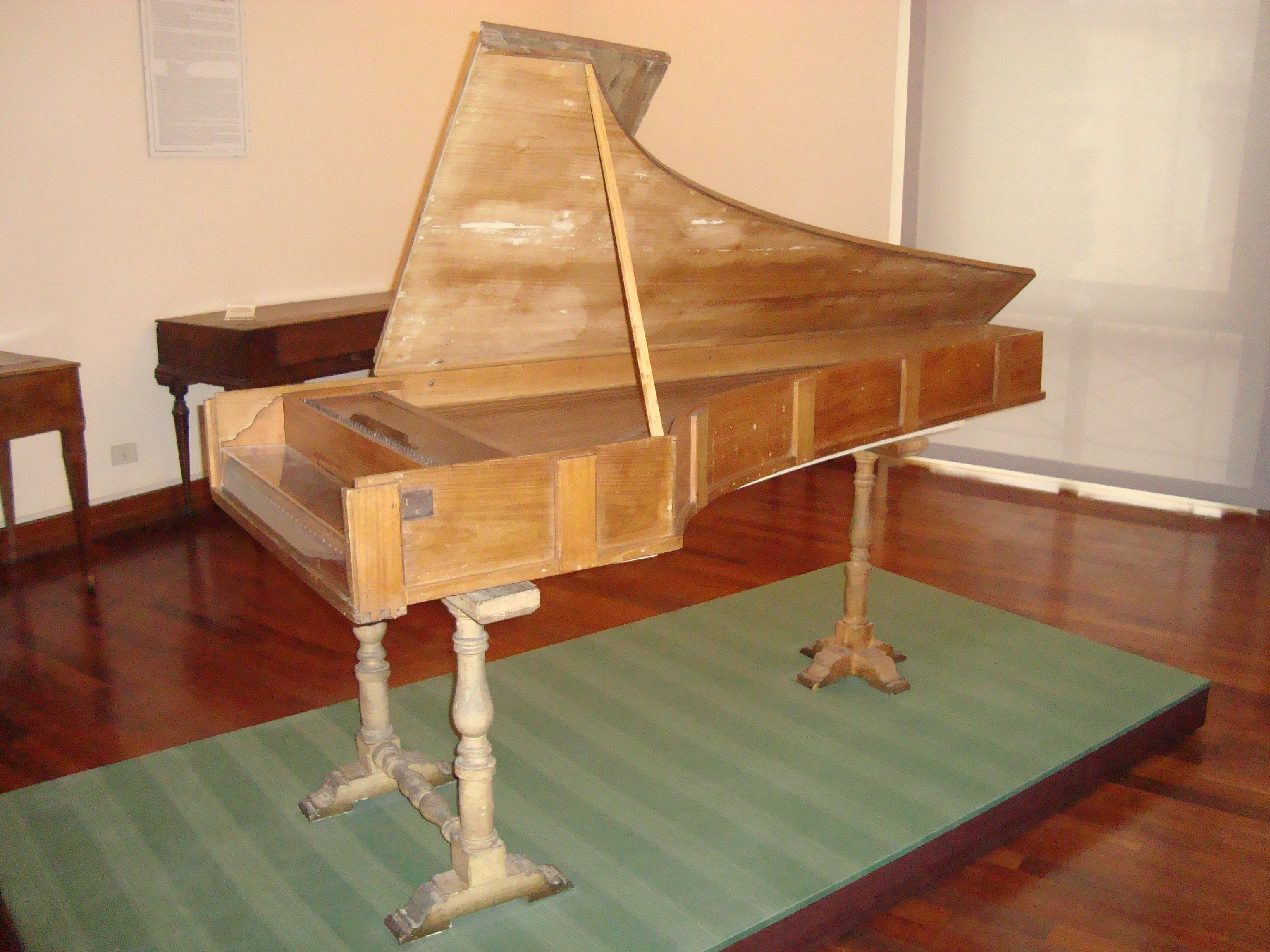
Le piano-forte Bartolomeo Cristofori de 1722.
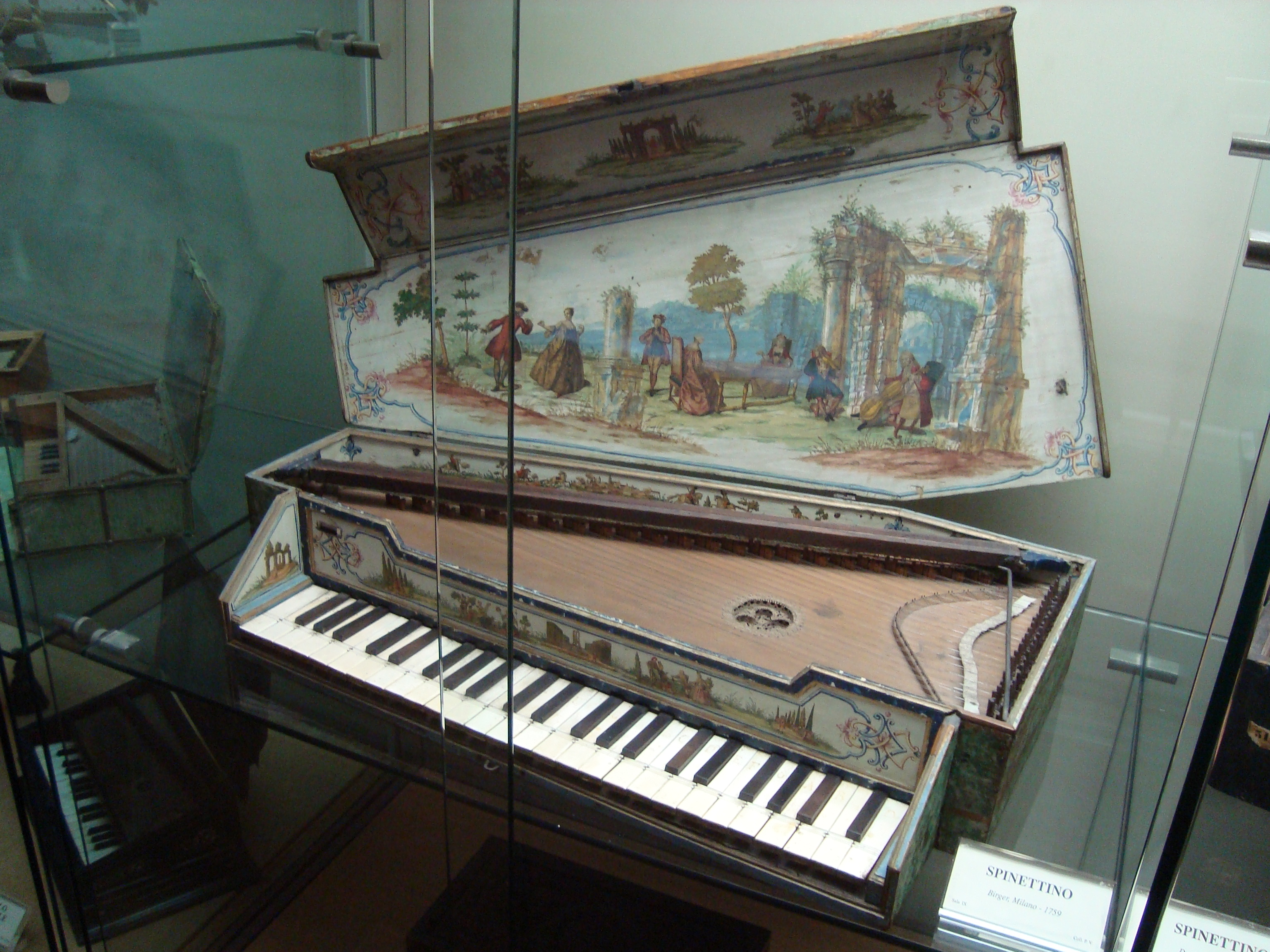
Épinette Birger de 1759.

Parmi les spécimens d'une exceptionnelle valeur artistique et historique conservés dans la collection du musée, on peut citer le piano-forte fabriqué en 1722 par le célèbre facteur de clavecins italien Bartolomeo Cristofori et la fameuse harpe dorée dite « harpe Barberini », datant du XVIIe siècle, qui a été représentée dans un tableau de Giovanni Lanfranco. Cet instrument remarquable a appartenu au compositeur Marco Marazzoli, qui travailla au service du cardinal Barberini avant d'entrer dans les collections de cette prestigieuse famille romaine.

## Animation culturelle
Le musée a organisé, du 5 au 10 décembre 2009, la première édition du Festival de piano forte avec des concerts, des master classes, des ateliers, des visites guidées et des expositions d'œuvres musicales.